# ポール・ベルナルドーニ
ポール・ジャン・フランソワ・ベルナルドーニ（Paul Jean François Bernardoni、1997年4月18日 - ）は、フランス・エヴリー出身のサッカー選手。スイス・スーパーリーグ・イヴェルドン＝スポール所属。ポジションはゴールキーパー。

## 来歴

### クラブ
トロワACの下部組織で育成された。2014年7月、クラブと最初のプロ契約を締結。2015年3月6日、リーグ・ドゥのクレルモン・フット戦でトップチームデビュー。
2016年1月31日、セドリック・カラッソの負傷によりキーパーを探していたFCジロンダン・ボルドーに買い取りオプション付きのレンタルで加入。2016-17シーズン前に買い取りオプションが行使され完全移籍に移行したが、カラッソの復帰に伴い第3キーパーまで序列を下げた。2017-2018シーズンからさらにブノワ・コスティルが加入したため、クレルモン・フットにレンタル移籍した。2018年7月6日、ニーム・オリンピックにレンタル移籍。
2020年6月8日、アンジェSCOと4年契約を結んだことが発表された。
2022年1月5日、ASサンテティエンヌへシーズン終了までのレンタル移籍。

### 代表
フランス代表として各世代の代表を経験し、2016年にUEFA U-19欧州選手権に出場し優勝に貢献した。
東京五輪のU-24フランス代表に選出され、本大会でもレギュラーを務めた。

## タイトル

### 代表
- UEFA U-19欧州選手権: 2016